# Ikjefjordbroen
61°5′4.85″N 5°36′49.7″Ø / 61.0846806°N 5.613806°Ø
Ikjefjordbroen , på norsk Ikjefjordbrua er en betonbjælkebro på fylkesvej 8 i Høyanger kommune i Vestland fylke i Norge. Broen krydser Ikjefjorden mellem Fureneset og Storeholmen, og er 340 meter lang med et hovedspænd på 52,5 meter. Gennemsejlingshøjden er 18 meter, og broen har i alt 11 spænd. Bygningen af Ikjefjordbrua begyndte i oktober 1974, og den blev åbnet i 1977.